# Liên đoàn Quốc tế về Dược học Cơ bản và Lâm sàng
Liên đoàn Quốc tế về Dược học Cơ bản và Lâm sàng, viết tắt tiếng Anh là IUPHAR (International Union of Basic and Clinical Pharmacology) là một tổ chức phi chính phủ quốc tế hoạt động trong lĩnh vực nghiên cứu Dược học và ứng dụng của nó.
IUPHAR là thành viên liên hiệp khoa học của Hội đồng Khoa học Quốc tế (ISC). IUPHAR được tổ chức UNESCO và Tổ chức Y tế Thế giới (WHO) công nhận và có quan hệ chính thức.

## Lịch sử
IUPHAR được thành lập vào năm 1959 như là thành phần của Liên minh Quốc tế về Khoa học Sinh lý.
Năm 1966 IUPHAR trở thành một tổ chức độc lập và là thành viên của Hội đồng Khoa học Quốc tế (ISC). Đại hội thế giới Dược học đầu tiên đã được tổ chức tại Stockholm, Thụy Điển vào năm 1961, và sau đó được tổ chức ba năm một lần. Từ năm 1990, Đại hội Thế giới chuyển sang khoảng thời gian 4 năm một lần.
Các cuộc họp này không chỉ trình bày những tiến bộ Dược học mới nhất trong nghiên cứu, công nghệ và phương pháp luận, mà còn cung cấp một diễn đàn cho sự hợp tác quốc tế và trao đổi ý tưởng.
Đại hội đồng, bao gồm các đại biểu đến từ tất cả các hội thành viên, được triệu tập trong các kỳ Đại hội để bầu Ban Chấp hành và biểu quyết về các vấn đề liên quan đến quản lý và hoạt động của Liên đoàn 

## Thành phần
IUPHAR có các bộ phận, tổ chức ra theo các chủ đề.
Bộ phận Dược lâm sàng tập trung vào các nhu cầu và các công cụ nghiên cứu cho các nhà lâm sàng.
Uỷ ban về Danh mục Receptor và Phân loại Dược phẩm (NC-IUPHAR) tạo điều kiện cho giao kết giữa sự phát hiện của các chuỗi mới ở Dự án bộ gen người và việc quy định các protein có nguồn gốc hấp thụ chức năng và các kênh ion.
Nói cách khác, những phát hiện mới được thực hiện trong dược học, NC-IUPHAR cung cấp một hướng dẫn thống nhất để đặt tên và phân loại các kết quả trong phạm vi công cộng.
Phần chuyên về các lĩnh vực khác nhau của ngành dược đã được thành lập, bao gồm giáo dục, trao đổi và vận chuyển ma túy, dược lý đường tiêu hóa, các sản phẩm tự nhiên, dược lý lâm sàng nhi khoa và dược học.

## Hoạt động
Các bộ môn chuyên môn  và các hội nghị quốc tế
| Bộ môn (Section):                    |                                       |
| Chuyển hóa thuốc và vận chuyển thuốc | Drug Metabolism and Drug Transport    |
| Dược Tiêu hóa                        | Gastrointestinal Pharmacology         |
| Sản phẩm tự nhiên                    | Natural Products                      |
| Giáo dục                             | Education                             |
| Nhi Dược lâm sàng                    | Pediatric Clinical Pharmacology       |
| Dược và Pharmacogenomics             | Pharmacogenetics and Pharmacogenomics |
| Liên đoàn (Division):                |                                       |
| Dược lâm sàng                        | Clinical Pharmacology                 |

| Nr. | WCP      | Tại           | Tại        | Nhiệm kỳ  | Chủ tịch            |
| --- | -------- | ------------- | ---------- | --------- | ------------------- |
| 19. | WCP 2022 | Glasgow       | Anh Quốc   | 2022      |                     |
| 18. | WCP 2018 | Kyoto         | Nhật Bản   | 2018-     | Ingolf Cascorbi     |
| 17. | WCP 2014 | Cape Town     | Nam Phi    | 2014-2018 | S. J. Enna          |
| 16. | WCP 2010 | Copenhagen    | Đan Mạch   | 2010-2014 | Patrick du Souich   |
| 15. | WCP 2006 | Bắc Kinh      | Trung Quốc | 2006-2010 | Sue P. Duckles      |
| 14. | WCP 2002 | San Francisco | Hoa Kỳ     | 2002-2006 | Paul M. Vanhoutte   |
| 13. | WCP 1998 | München       | Đức        | 1998-2002 | William W. Fleming  |
| 12. | WCP 1994 | Montreal      | Canada     | 1994-1998 | Theophile Godfraind |
| 11. | WCP 1990 | Amsterdam     | Hà Lan     | 1990-1994 | Setsuro Ebashi      |
| 10. | WCP 1987 | Sydney        | Úc         | 1987-1990 | Colin T. Dollery    |
| 9.  | WCP 1984 | London        | Anh Quốc   | 1984-1987 | Paul LeChat         |
| 8.  | WCP 1981 | Tokyo         | Nhật Bản   | 1981-1984 | J. A. Bain          |
| 7.  | WCP 1978 | Paris         | Pháp       | 1978-1981 | P. G. Waser         |
| 6.  | WCP 1975 | Helsinki      | Phần Lan   | 1975-1978 | John J. Burns       |
| 5.  | WCP 1972 | San Francisco | Hoa Kỳ     | 1972-1975 | A. S. V. Burgen     |
| 4.  | WCP 1969 | Basel         | Thụy Sĩ    | 1969-1972 | Börne Uvnäs         |
| 3.  | WCP 1966 | Sao Paolo     | Brasil     | 1966-1969 | Börne Uvnäs         |
| 2.  | WCP 1963 | Prague        | Tiệp Khắc  |           |                     |
| 1.  | WCP 1961 | Stockholm     | Thụy Điển  |           |                     |